# Shannon County, Missouri
Shannon County är ett administrativt område i delstaten Missouri, USA, med 8 441 invånare. Den administrativa huvudorten (county seat) är Eminence. 

## Geografi
Enligt United States Census Bureau så har countyt en total area på 2 600 km². 2 600 km² av den arean är land och 0 km² är vatten.    

### Angränsande countyn
- Dent County - norr
- Reynolds County - öst
- Carter County - sydost
- Oregon County - söder
- Howell County - sydväst
- Texas County - väst